# Sønderborgs amt
Sønderborgs amt (danska: Sønderborg Amt) var ett amt på den södra delen av halvön Jylland i Danmark. Amtet var det sydöstligaste i Söderjylland och landets minsta till ytan. Det bestod av ön Als och den östra delen (Sundeved) av halvön mellan Åbenrå Fjord och Flensburgfjorden.
Sønderborgs amt gränsade till Åbenrå amt i väster, men var i övrigt omgivet av vatten (Als Sund, Als Fjord, Åbenrå Fjord, Lilla Bält, Östersjön och Flensburgfjorden). Residensstaden Sønderborg var amtets enda stad. Andra större orter var Nordborg och Augustenborg.

## Administrativ historik
Sønderborgs amt bildades 1920 när Sønderjylland åter blev danskt efter att ha tillhört Tyskland (Preussen) sedan 1864.
Den 1 april 1932 slogs Sønderborgs amt samman med Åbenrå amt och bildade Åbenrå-Sønderborgs amt. De tidigare amten behöll dock var sitt amtsråd och det gemensamma amtet var därför indelat i Åbenrå amtsrådskrets respektive Sønderborgs amtsrådskrets.
Amtet upphörde i samband med kommunreformen 1970 då det blev en del av det då nybildade Sønderjyllands amt. Sedan kommunreformen 2007 tillhör området Region Syddanmark.

## Härader
Sønderborgs amt omfattade tre härader:

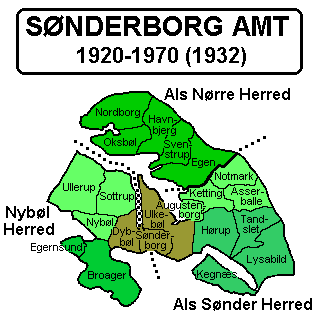
Karta över Sønderborgs amt med dess indelning i härader och socknar. De färgade ytorna markerar kommuner bildade vid kommunreformen 1970.

- Als Nørre härad
- Als Sønders härad
- Nybøls härad